# Mont-Dauphin
Mont-Dauphin is een gemeente in het Franse departement Hautes-Alpes (regio Provence-Alpes-Côte d'Azur) en telt 142 inwoners (2008). De plaats maakt deel uit van het arrondissement Briançon.
De vesting van Mont-Dauphin is onderdeel van het UNESCO werelderfgoed Vestingwerken van Vauban.

## Geografie
De oppervlakte van Mont-Dauphin bedraagt 0,6 km², de bevolkingsdichtheid is 145,0 inwoners per km².
De onderstaande kaart toont de ligging van Mont-Dauphin met de belangrijkste infrastructuur en aangrenzende gemeenten.

## Demografie
Onderstaande figuur toont het verloop van het inwonertal (bron: INSEE-tellingen).
Vanwege een beveiligingsprobleem met de MediaWiki Graph-software is het momenteel niet mogelijk deze grafiek weer te geven. Zodra de software is bijgewerkt zal de grafiek vanzelf weer zichtbaar worden.